# Juan Hurtado de Mendoza y Tovar
Juan Hurtado de Mendoza y Tovar (Castilla, fl. 1487 – Alessandria, 1523) fue un poeta, hidalgo y contino español, tercer hijo del Gran Cardenal Pedro González de Mendoza y de Inés de Tovar. Es conocido por su activa intervención a favor del bando rebelde en la Guerra de las Comunidades de Castilla, durante 1520 y 1521.

## Vida personal
Fue instruido esmeradamente en el terreno militar y de las letras, pero a diferencia de sus hermanastros Diego y Rodrigo, terminó siendo destinado por su padre a la carrera eclesiástica. No obstante, Juan de Mendoza no tardó en retirarse de ella y casarse con Mencía de la Vega y Sandoval (c. 1450-e/ septiembre y diciembre de 1514), señora de la villa de Barcial de la Loma y su fortaleza, así como las localidades de Tordehumos, Guardo y Castrillo, nieta paterna o de Diego Gómez de Sandoval y Rojas, I conde de Castrojeriz, o de Gómez de Sandoval, adelantado mayor de Castilla. El 18 de diciembre de 1496 fue nombrado contino. Años después se separó y a los pocos días de la muerte de la reina Isabel la Católica contrajo en Medina del Campo nuevo matrimonio con la hija del Condestable de Navarra, Ana de Beaumont y Aragón. De dicha unión resultaron dos hijos: Diego y Catalina.
Las relaciones con su nueva esposa tampoco prosperaron. Tras recorrer Hungría, el norte de Italia y regresar a Madrid en 1516, muy poco después de que muriese de Fernando el Católico, descubrió que ella le había sido infiel en su ausencia y una noche intentó asesinarla dentro del convento de Santa Clara de Madrid, donde se había refugiado. En 1519 consta que Ana de Beaumont vivía en Barcelona con su hijo Diego, sumidos ambos en una delicada situación económica.
Gonzalo Fernández de Oviedo menciona sus cualidades como trovador, músico y poeta, pero también su carácter inquieto y advenedizo:

Era hombre de poco o ningún reposo (...) No era ignorante, ni dejaba de conocer mujer.
Fernández de Oviedo, Batallas y Quincúagenas.

El Cancionero General de 1511 y su edición posterior de 1514 recogió varios de los poemas escritos por Juan de Mendoza. Por otras recopilaciones nos han llegado unas coplas que se burlan de la estatura del Almirante de Castilla, Fadrique Enríquez de Velasco:

Queréis llegar con papel 
 do no alcanzáis con la mano.
Esteban Godínez de Nájera, Cancionero general de obras nuevas.

El Almirante, por su parte, le dedicó estos versos, burlándose del abandono de su carrera religiosa:

Siempre os vi 
 señor don Juan 
 armado despada y capa 
 contra las cosas del Papa 
 por seguir las de galán.
En Antonio Rodríguez Moñino, Suplemento al Cancionero General de Hernando del Castillo.

La producción literaria de Juan de Mendoza no fue ajena a la composición de algunos poemas románticos, como aquel que empieza:

Dama, cuya hermosura 
 tanto tiempo me ha tenido
 tan penado,
 que hasta la sepultura 
 el mayor mal que he sentido 
 me ha llegado 
 al cabo de mis días,
 y el mal de que muero
 y por quien,
 pues de las penas mías 
 otro descanso no quiero 
 ni otro bien.

## Intervención en la Guerra de las Comunidades
Durante la Guerra de las Comunidades, en 1520-1521, Juan de Mendoza se unió al bando rebelde. El 26 de octubre de dicho año fue designado por la Comunidad de Valladolid miembro de una comisión que tenía el objetivo de informarse de los planes de la Santa Junta comunera de trasladar a la reina Juana la Loca a la ciudad.
Tras la toma de Tordesillas en diciembre de 1520 por los partidarios de Carlos I, fue puesto al mando de 500 soldados reclutados en Valladolid, siendo ya sus responsabilidades lo suficientemente graves como para ser incluido en la lista de condenados por el edicto de Worms a mediados del mes. 
El 5 de febrero de 1521 los comuneros se apoderaron del castillo de Mucientes y lo confiaron a su cuidado. El 17 de ese mismo mes fue nombrado por la Santa Junta gobernador y capitán general de Palencia. A finales del mes se estableció en la región y solicitó a la Junta picas y azufre para cubrir las deficiencias militares de su tropa.
No tardó en ganarse la impopularidad de sus administrados, luego de que decretarse nuevos impuestos y desterrase de la ciudad a los menos afectos a la comunidad. El 18 de marzo partió de Palencia con 2000 hombres y recorrió Tierra de Campos, penetrando en las villas de Carrión de los Condes y Santa María. El 6 de abril los vecinos de Palencia aprovecharon la llegada en misión investigadora del procurador Diego de Ulloa y pidieron el reemplazo de Mendoza por alguien «más apacible a la gente». Tres días después, Juan de Figueroa apareció como nuevo capitán de la ciudad.

## Exilio en Francia y muerte
Tras la derrota de la revuelta en abril de 1521, Juan de Mendoza pudo continuar moviéndose libremente por Valladolid durante algún tiempo, manifestando de forma abierta su simpatía por las Comunidades y el rey de Francia, en el mismo momento en que las tropas del país vecino invadían Navarra. El 8 de julio el corregidor lo conminó a que abandonase la ciudad, pero él hizo caso omiso al requerimiento y se entrevistó amistosamente con los oidores de la Chancillería. Un mes después el corregidor insistió en su postura y lo amenazó con la pena de muerte si no abandonaba Valladolid en un lapso de tres horas. En esta ocasión Juan de Mendoza obedeció la orden y acudió a refugiarse en Francia, dónde se puso a disposición de Francisco I y obtuvo una capitanía de soldados. El 1 de noviembre de 1522 fue excluido del Perdón General promulgado por Carlos I. Pocos días después el Consejo Real lo condenó a muerte.
Murió hacia 1523 en Alessandria, Lombardía, cuando intentaba separar a unos soldados franceses que peleaban.